# Andregoto Galíndez
Andregoto Galíndez, Andregoto anche in spagnolo, in aragonese, in galiziano e in portoghese, Andregot in catalano (910 circa – 972), contessa d'Aragona (923 – 940) e Regina consorte di Navarra (933-940).

## Origine
Andregoto, secondo il codice di Roda, era figlia del conte d'Aragona, Galindo III Aznarez e di Sancha Garcés di Pamplona, figlia del co-regnante e poi co-reggente del regno di Pamplona, Garcia II e della sua prima moglie, Oneca Rebele di Sangüesa. 

Galindo III d'Aragona, sempre secondo il codice di Roda, era il figlio primogenito del conte d'Aragona, Aznar II Galindez e di Oneca Garcés, figlia del re di Pamplona García I Íñiguez della famiglia degli Arista, e della moglie, come riporta il Codice di Roda, che non nomina la madre, ma che nelle note, la nomina Urraca, che secondo alcune fonti, tra cui lo storico, Jaime de Salazar y Acha, era la figlia di Musà ibn Musà ibn Fortún, il capofamiglia dei Banu Qasi. Ma secondo altre fonti era di stirpe reale: Rodrigo Ximénez de Rada, vescovo di Toledo e storico, scrisse che García sposò "Urracam, de Regio semine". Lo storico genealogista basco, Jean de Jaurgain (1842–1920), nel suo la Vasconie interpretò la frase (Urracam, de Regio semine), nel senso che anche Urraca discendeva dalla stirpe ducale di Guascogna ed era figlia di Sancho II.

## Biografia

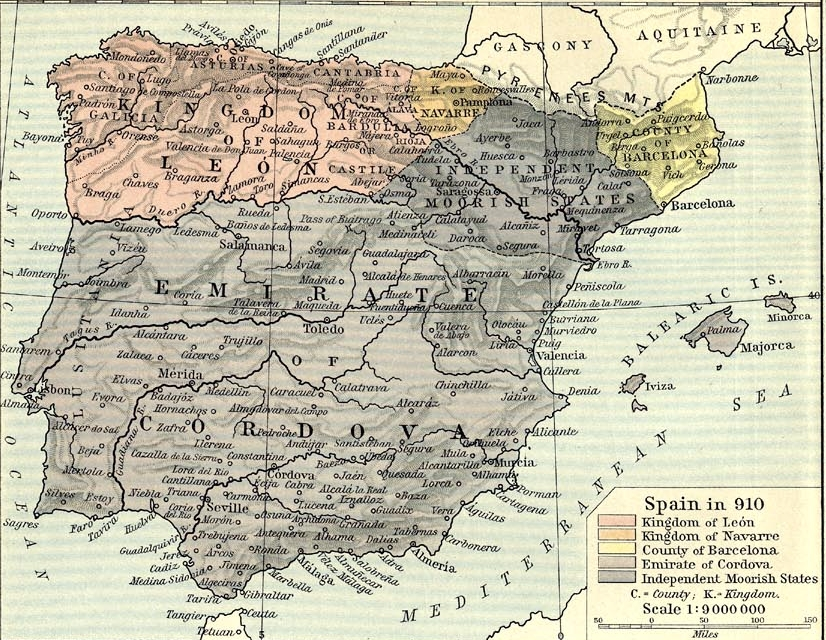
La marca di Spagna all'inizio del X secolo; la contea d'Aragona, intorno alla città di Jaca, pur essendo indipendente è sotto l'influenza dei Banu Qasi.

Il regno di Navarra, alla morte di Andregoto (972), dopo che la contea d'Aragona era stata unita alla Navarra.

Suo padre, Galindo III, morì, nel 923, e Andregoto gli subentrò nel titolo di Contessa di Aragona.

Ma dopo la morte di suo padre, Re di Pamplona, Sancho I Garcés, che era stato il marito di sua zia Urraca (sorella di suo padre, Galindo III), occupò la contea d'Aragona, ignorando il diritto di successione, non solo di Andregoto, ma anche degli altri pretendenti, tra cui il governatore musulmano di Huesca, al-Tawīl, sposato con un'altra sorella del conte, Galindo III, Sancha. Le tensioni cessarono quando il figlio di Sancho I Garcés, García fu promesso in sposo ad Andregoto, come riporta La web de las biografias, un bambino di circa quattro anni.
Sancho I, il padre del suo promesso sposo, morì a Resa, nella zona di Estella, l'11 dicembre 925, come riporta li codice di Roda, dopo 20 anni di regno; la morte di Sancho I viene ricordata anche dalla CRONICA DE SAN JUAN DE LA PEÑA, mentre l'anno della morte di Sancho viene riportato anche da Jaurgain.

A Sancho I succedette García I, sotto la reggenza della madre, Toda Aznarez, sino al 931, assieme al cognato, Jimeno II Garcés (alla cui morte, secondo il codice di Roda, Garcia aveva 12 anni), che fece uso del titolo regale, come riporta Lacarra.
Andregoto si sposò con il re di Navarra, García I, dopo il 9 marzo 933, in quanto in quella data, García I, assieme alla madre, Toda, fece una donazione al Monastero di San Pedro de Siresa, senza alcun riferimento alla moglie.

Comunque in quell'anno, Andregoto, di circa ventitre anni, sposò il quattordicenne Garcia I, figlio, secondo il codice di Roda, del re di Pamplona, Sancho I Garcés e di Toda Aznarez, figlia di Aznar Sánchez, signore di Larraun e di Oneca Fortúnez, la figlia del Re di Pamplona, Fortunato Garcés e di Oria.
lasciando al marito, ma soprattutto alla reggente, Toda Aznarez, le preoccupazioni del governo della contea di Aragona.
Nel 940 il califfo, Abd al-Rahman III, dopo la cocente sconfitta dell'anno prima (939, Battaglia di Simancas), intervenne sul re di Pamplona, García I Sánchez di Navarra, affinché ripudiasse la moglie, Andregoto, contessa d'Aragona, per non avere troppo stretti legami tra i vari regni e contee cristiane. Il matrimonio con Andregoto venne annullato, secondo La web de las biografias, per consanguineità, e forse, nello stesso anno, García I, che aveva mantenuto il controllo diretto della contea di Aragona, passò a seconde nozze con Teresa di León, figlia del re di León Ramiro II, come riporta il Diccionario biográfico español, Real Academia de la Historia.
Andregoto, lasciando il titolo al figlio, Sancho Garcés Abarca (in effetti la contea fu riunificata alla Navarra e fu governata dal marito, Garcia I Sanchez, e solo alla sua morte, nel 970, il loro figlio, Sancho II, entrò in possesso della contea d'Aragona, oltre che del regno di Pamplona), si ritirò a vivere a Lumbier, conservando il titolo di regina.
Il 29 giugno 971, Andregoto, assieme al figlio, Sancho II e alla nuora, Urraca Fernández di Castiglia, fece una donazione al Monastero di San Pedro de Siresa.
Andregoto morì, nel 972, nel suo possedimento di Aibar.

## Discendenza
Andregoto a Garcia diede un figlio:
- Sancho Garcés Abarca (?-994), re di Navarra e conte d'Aragona[24].

## Ascendenza
|                       |                 |                  | Genitori               |  |  | Nonni |  |  | Bisnonni             |  |  | Trisnonni        |  |
|                       |                 |                  |                        |  |  |       |  |  | Galindo II d'Aragona |  |  | Aznar I Galíndez |  |
|                       |                 |                  |                        |  |  |       |  |  | Galindo II d'Aragona |  |  | Aznar I Galíndez |  |
|                       |                 | Eneca Garcés     |                        |  |  |       |  |  | Galindo II d'Aragona |  |  |                  |  |
| Aznar II              |                 |                  |                        |  |  |       |  |  | Galindo II d'Aragona |  |  |                  |  |
|                       |                 | Guldreguda       | …                      |  |  |       |  |  |                      |  |  |                  |  |
|                       |                 | Guldreguda       | …                      |  |  |       |  |  |                      |  |  |                  |  |
|                       |                 | Guldreguda       | …                      |  |  |       |  |  |                      |  |  |                  |  |
| Galindo III d'Aragona |                 | Guldreguda       |                        |  |  |       |  |  |                      |  |  |                  |  |
|                       |                 | García I Íñiguez | Íñigo I Íñiguez Arista |  |  |       |  |  |                      |  |  |                  |  |
|                       |                 | García I Íñiguez | Íñigo I Íñiguez Arista |  |  |       |  |  |                      |  |  |                  |  |
|                       |                 | García I Íñiguez | Onneca Velázquez       |  |  |       |  |  |                      |  |  |                  |  |
| Oneca di Pamplona     |                 | García I Íñiguez |                        |  |  |       |  |  |                      |  |  |                  |  |
|                       |                 | Urraca           | …                      |  |  |       |  |  |                      |  |  |                  |  |
|                       |                 | Urraca           | …                      |  |  |       |  |  |                      |  |  |                  |  |
|                       |                 | Urraca           | …                      |  |  |       |  |  |                      |  |  |                  |  |
| Andregoto Galíndez    |                 | Urraca           |                        |  |  |       |  |  |                      |  |  |                  |  |
|                       | Jimeno I Garcés | …                |                        |  |  |       |  |  |                      |  |  |                  |  |
|                       | Jimeno I Garcés | …                |                        |  |  |       |  |  |                      |  |  |                  |  |
|                       | Jimeno I Garcés | …                |                        |  |  |       |  |  |                      |  |  |                  |  |
| García II Jiménez     | Jimeno I Garcés |                  |                        |  |  |       |  |  |                      |  |  |                  |  |
|                       |                 | …                | …                      |  |  |       |  |  |                      |  |  |                  |  |
|                       |                 | …                | …                      |  |  |       |  |  |                      |  |  |                  |  |
|                       |                 | …                | …                      |  |  |       |  |  |                      |  |  |                  |  |
| Sancha di Navarra     |                 | …                |                        |  |  |       |  |  |                      |  |  |                  |  |
|                       |                 | …                | …                      |  |  |       |  |  |                      |  |  |                  |  |
|                       |                 | …                | …                      |  |  |       |  |  |                      |  |  |                  |  |
|                       |                 | …                | …                      |  |  |       |  |  |                      |  |  |                  |  |
| Jimeno I Garcés       |                 | …                |                        |  |  |       |  |  |                      |  |  |                  |  |
|                       |                 | …                | …                      |  |  |       |  |  |                      |  |  |                  |  |
|                       |                 | …                | …                      |  |  |       |  |  |                      |  |  |                  |  |
|                       |                 | …                | …                      |  |  |       |  |  |                      |  |  |                  |  |
|                       |                 | …                |                        |  |  |       |  |  |                      |  |  |                  |  |

### Fonti primarie
- (LA) Textos navarros del Códice de Roda (PDF) (archiviato dall'url originale il 31 gennaio 2021)..
- (ES) CRONICA DE SAN JUAN DE LA PEÑA (PDF)..
- (LA) #ES Cartulario de Siresa (PDF)..

### Letteratura storiografica
- Rafael Altamira, Il califfato occidentale, "Storia del mondo medievale", vol. II, 1999, pp. 477–515
- (FR) #ES La Vasconie..
- (ES) #ES Historia del Reino de Navarra en la Edad Media (PDF)..